# ГТ-48
ГТ-48 — черенковский телескоп, располагающийся в Крымской астрофизической обсерватории на высоте 600 метров над уровнем моря. Введён в эксплуатацию в 1989 году. На ГТ-48 проводятся наблюдения активных ядер галактик, блазаров, квазаров, пульсаров, радиоисточников, рентгеновских источников.

## Устройство
Телескоп состоит из 48 сферических зеркал диаметром 1,2 метра, расположенных на двух секциях (монтировках), по 24 зеркала на каждой, причём 16 из этих зеркал имеют фокусное расстояние 5 метров, а оставшиеся 8—3,2 метра. Секции находятся в 20 метрах друг от друга. На каждой секции расположены четыре 37-канальных камеры на основе фотоэлектронных умножителей и две одноканальные камеры на основе солнечно-слепого фотоэлектронного умножителя. 
Таким образом, на каждой монтировке расположено 6 элементов. Оптика каждого элемента состоит из четырёх зеркал. Зеркала четырёх телескопов имеют фокусное расстояние 5 метров. Камеры расположены в фокальной плоскости каждого такого элемента. Каждая камера состоит из 37 фотоэлектронных умножителей ФЭУ 140, имеющих фотокатод диаметром 25 мм. С их помощью регистрируется черенковское излучение в видимой области (300—600 нм). Перед каждым ФЭУ установлен конический световод из оргстекла. Свет, поступающий в светоприёмник попадает на наружную поверхность окон световодов, находящуюся в фокальной плоскости составного зеркала. Средний диаметр входного окна световодов равен 37 мм, что соответствует линейному углу поля зрения одной ячейки светоприёмника 0,4°. Поле зрения всего светоприёмника равно 2,6°. Пройдя световоды, свет с помощью иммерсии попадает на катоды фотоэлектронных умножителей и распределяется на 37 независимых каналов.
Сигналы от этих четырёх камер линейно складываются. Черенковская вспышка считается зафиксированной, если амплитуды сигналов, совпадающих по времени в каких-либо двух из 37 каналов превышают установленный порог. Это практически исключает регистрацию вспышек, вызванных локальными заряженными частицами и мюонами. Схема, обнаруживающая совпадения, имеет разрешающее время 15 нс.
Помимо четырёх уже описанных, на каждой монтировке расположены два элемента с фокусным расстоянием 3,2 метра. На этих элементах происходит регистрация вспышек ультрафиолетового излучения в диапазоне 200—300 нм. Излучение на каждом из элементов детектируется при помощи солнечно-слепого фотоэлектронного умножителя с диаметром фотокатода 100 мм. Он наиболее чувствителен на длине волны 270 нм, а его длинноволновая граница чувствительности составляет приблизительно 320 нм.
Попаданию света на светоприёмник от зеркал соседних элементов препятствуют бленды. Их отсутствие привело бы к увеличению засветки светоприемников.
Все 6 элементов крепятся и юстируются на опорной платформе с противовесом, вращающейся вокруг горизонтальной оси. Общий вес платформы с оптической системой составляет 6 тонн. Движение установки осуществляется в автоматическом режиме с точностью ведения ±0.05°. 

## Результаты работы
При наблюдениях в сентябре — октябре 1993 года области Лебедя был зарегистрирован поток гамма-квантов сверхвысоких энергий с высокой достоверностью (7σ) от нового объекта, расположенного вблизи рентгеновского источника Cyg X-3. Этому источнику гамма-излучения сверхвысоких энергий было дано название Cyg γ-2.
Наблюдения объекта Геминга в 1996—1997 годах показали, что этот объект является источником гамма-квантов сверхвысоких энергий.
Обнаружены потоки в гамма-диапазоне сверхвысоких энергий от активных ядер галактик 3С 66А и BL Ящерицы.
При наблюдении в 2002—2010 годах активного галактического ядра 1ES 1426+428 на телескопе ГТ-48 с высокой степенью достоверности (8σ) зарегистрирован поток гамма-квантов сверхвысоких энергий.